# Nousiainen
Nousiainen (szw. Nousis) – gmina w Finlandii, położona w południowo-zachodniej części kraju, należąca do regionu Varsinais-Suomi.